# Sphecapatoclea mujunkumensis
Sphecapatoclea mujunkumensis är en tvåvingeart som först beskrevs av Boris Borisovitsch Rohdendorf 1925.  Sphecapatoclea mujunkumensis ingår i släktet Sphecapatoclea och familjen köttflugor.
Artens utbredningsområde är Kazakstan. Inga underarter finns listade i Catalogue of Life.